# Сідляр Сачко
Сачко Сенькович († не раніше 1589) — львівський друкар, учень, згодом співробітник Івана Федоровича, якого разом з батьком Сеньком Калениковичем підтримував матеріально.

## Життєпис
У 1572 році Іван Федоров приїхав до Львова та оселився в місцевості Підзамче. Тоді сідляр (майстер з виготовлення кінських сідел) Сенько Каленикович, якого добре знали у Львові, позичив Федорову 700 злотих на початок роботи друкарні. За рік він не зміг виплатити боргу, а тому віддав Сенькові у заставу всю свою друкарню. У 1580 році Сенько Каленикович помер. У грудні 1583 син Сенька Сачко по перебуванню Федорова при смерті заявив борг перед своїм батьком у 500 злотих. 
У 1587 році Сачко Сенькович значиться друкарем.
У 1588 році Сачко Сенькович та Сенько Корунка володіли ще й друкарнею в Костянитові, яку викупив Кузьма Мамонич.